# Miss Belgique 2013
Miss Belgique 2013, 80e élection de Miss Belgique, s'est déroulée le 6 janvier 2013 au Casino de Knokke. La gagnante, Noémie Happart, succède à Laura Beyne, Miss Belgique 2012.
Le concours a été présenté par Véronique De Kock, Miss Belgique 1995 et Jean-Luc Bertrand. Il a été diffusé sur AB3 en Wallonie.

## Classement final
| Titre              | Candidates                                                        |
| ------------------ | ----------------------------------------------------------------- |
| Miss Belgique 2013 | - Liège - Noémie Happart                                          |
| 1re dauphine       | - Namur - Shérine Dandoy                                          |
| 2e dauphine        | - Brabant flamand - Mélissa Vingerhoed                            |
| Top 5              | - Flandre Orientale - Kelly Gheerardeens - Limbourg - Leen Geysen |

## Candidates
| Titre régional                          | Nom                 | Âge    | Résidence                  | Élue le                       |
| --------------------------------------- | ------------------- | ------ | -------------------------- | ----------------------------- |
| Candidate à Miss Flandre Orientale      | Marissa Galle       | 22 ans | Maldegem                   | 15 septembre 2012 à Knokke    |
| Miss Luxembourg                         | Virginie Urbain     | 22 ans | Marche-en-Famenne          | 29 septembre 2012 à Charleroi |
| 1re dauphine de Miss Brabant flamand    | Julie Van Den Eynde | 18 ans | Begijnendijk               | 23 septembre 2012 à Bruxelles |
| Miss Hainaut                            | Gönül Meral         | 23 ans | Couillet                   | 23 septembre 2012 à Charleroi |
| Miss Limbourg                           | Leen Geysen         | 22 ans | Diepenbeek                 | 22 septembre 2012 à Hasselt   |
| 1re dauphine de Miss Liège              | Charlotte Verjans   | 22 ans | Oreye                      | 29 septembre 2012 à Charleroi |
| 2e dauphine de Miss Flandre Orientale   | Céline Van Rie      | 18 ans | Maldegem                   | 15 septembre 2012 à Knokke    |
| Miss Liège                              | Charlotte Meynaert  | 21 ans | Haccourt                   | 29 septembre 2012 à Charleroi |
| Miss Namur                              | Shérine Dandoy      | 21 ans | Sclayn                     | 29 septembre 2012 à Charleroi |
| 1re dauphine de Miss Limbourg           | Dorothée Leclercq   | 21 ans | Hasselt                    | 22 septembre 2012 à Hasselt   |
| 2e dauphine de Miss Flandre Occidentale | Astrid Vandenberghe | 21 ans | La Panne                   | 15 septembre 2012 à Knokke    |
| Miss Brabant flamand                    | Melissa Vingerhoed  | 19 ans | Ottenburg                  | 23 septembre 2012 à Bruxelles |
| 1re dauphine de Miss Flandre Orientale  | Kelly Gheerardyns   | 18 ans | Zomergem                   | 15 septembre 2012 à Knokke    |
| Miss Liège                              | Noémie Happart      | 19 ans | Grâce-Hollogne             | 29 septembre 2012 à Charleroi |
| Miss Flandre Orientale                  | Virginie Depoortere | 20 ans | Merelbeke                  | 15 septembre 2012 à Knokke    |
| Miss Flandre Occidentale                | Shanou Recoulès     | 21 ans | Middelkerke                | 15 septembre 2012 à Knokke    |
| Miss Brabant wallon                     | Maude Vanconingsloo | 20 ans | Ottignies-Louvain-la-Neuve | 29 septembre 2012 à Charleroi |
| Miss Anvers                             | Rhani Dehenain      | 18 ans | Aartselaar                 | 28 septembre 2012 à Anvers    |
| 2e dauphine de Miss Liège               | Valérie Smal        | 22 ans | Grivegnée                  | 29 septembre 2012 à Charleroi |
| Crown Card de Miss Brabant wallon       | Julie De Beule      | 19 ans | Wavre                      | 29 septembre 2012 à Charleroi |

### Prix attribués
| Prix           | Nom                               |
| -------------- | --------------------------------- |
| Miss Sympathie | Miss Luxembourg - Virginie Urbain |
| Miss Sport     | Miss Liège - Noémie Happart       |

## Observations